# Walter Bäumer

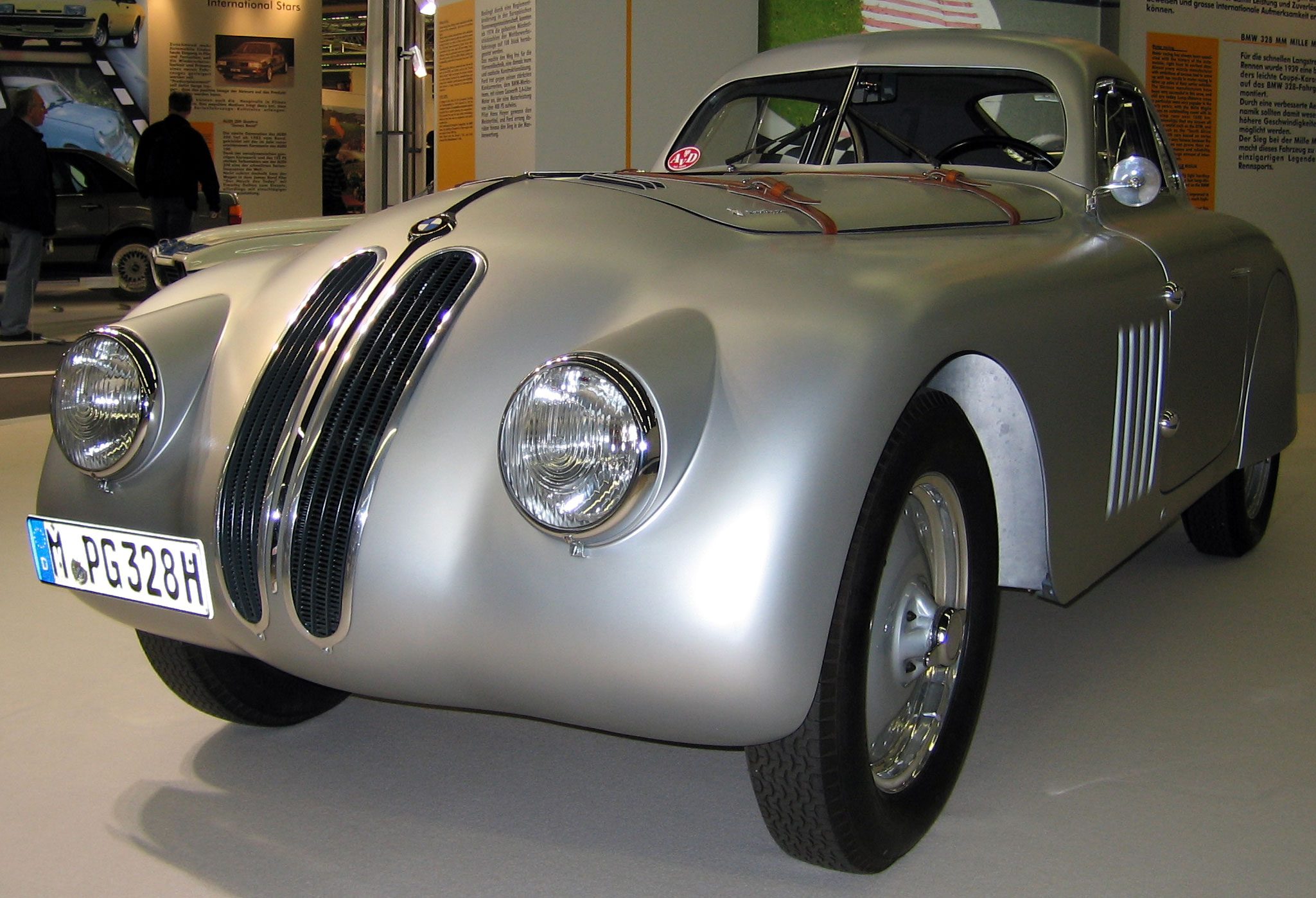
La BMW 328 Touring-Coupé, avec laquelle Walter Bäumer remporte les Mille Miglia en 1940, associé à Fritz Huschke von Hanstein.

Walter Bäumer, né le 17 octobre 1908 à Bünde et mort le 29 juin 1941 sur une route entre Herford et Bünde, est un pilote automobile allemand.

## Biographie
Walter Bäumer suit une formation en affaires avant de se lancer dans la compétition. En 1928, il se lance dans la course moto sur une NSU. Il remporte douze victoires absolues, avant d'avoir un accident à moto. Il se tourne alors dans la compétition automobile, pilotant des Dixi et des BMW. Il devient le plus important adversaire de Robert "Bobby" Kohlrausch (de), le pilote d'Eisenach. Souvent assis sur sa BMW 3/15 PS DA 3 Wartburg, il gagne le surnom de "Walter sur la Wartburg". Entre 1933 et 1937, il s'engage dans des courses de côte (double vainqueur de Dreifaltigkeitsberg 1936 et 1937 avec l'Austin 0,9 L), suivant l'engagement en compétition d'Austin. Entre 1937 et 1939, il est pilote de réserve pour Daimler-Benz AG qui l'engage au Grand Prix d'Allemagne en 1937 et 1938 et au Grand Prix de Suisse en 1938. Il reste pilote de remplacement aux Grands Prix de Donington en 1938 et de Belgrade en 1939.
Il acquiert une renommée internationale en remportant les Mille Miglia 1940 avec Fritz Huschke von Hanstein sur une BMW 328 Touring-Coupé. L'épreuve qui avait été annulée en 1938 est composée de 9 tours et d'une longueur totale de 165 km. Pour les dirigeants du Reich, le prestigieux concours n'est pas apolitique puisque Bäumer, membre des NSKK est associé à Von Hanstein, membre des SS pour conduire le coupé streamline pendant les trois derniers tours.
Walter Bäumer décède à 32 ans dans un accident de la route. Alors qu'il est embrassé par sa passagère, la portière de sa voiture s'ouvre dans un virage et il est éjecté sur le bas côté. Il est mortellement blessé au cou par un morceau de bois pointu.

## Sources et références
- (en) Hans Etzrodt, « The Golden Era - Drivers », Drivers (B) (consulté le 10 avril 2011)

- (de) Cet article est partiellement ou en totalité issu de l’article de Wikipédia en allemand intitulé « Walter Bäumer » (voir la liste des auteurs).